# Château de Villeberny
Le château de Villeberny est un château XVIe siècle situé à Villeberny (Côte-dOr) en Bourgogne-Franche-Comté.

## Localisation
Près de Vitteaux, le château se situe rue Pillot à Villeberny.

## Historique
En 1256, le duc Hugues IV de Bourgogne échange avec Guillaume de Marey les possessions de celui-ci à Salives contre la forteresse de Villeberny qui demeure cependant du fief ducal. Le château passe ensuite à la famille d'Orge qui possède une partie de la seigneurie dès le début du XVe siècle et en réunit la totalité à la fin du XVIe siècle. En 1600, Edmée d'Orge, dernière de sa lignée, apporte Villeberny et son château neuf à son mari Gabriel de Saint-Belin. Leurs descendants, qui fondent la chapelle castrale en 1682, en restent maîtres jusqu'à la fin de l'Ancien Régime.

## Architecture
Le château s’organise autour d’une cour carrée donnant à l'est sur la route, fermée à l'ouest par le logis principal du XVIIe siècle et au nord par un bâtiment en retour d'angle. Elle est doublée au sud par une basse-cour dont les principaux éléments seigneuriaux sont les portes charretières et cochères plein-cintre.
Côté cour, la façade antérieure du bâtiment est flanquée d'une tourelle d'escalier à trois pans au centre et d'un bâtiment à un étage sur l'angle nord. Sa façade ouest est flanquée de deux pavillons en ruine au centre et sur l'angle sud. Au sud, il est flanqué sur ses angles de deux tours carrées. La tour orientale, au rez-de-chaussée voûté d'arête, est munie de deux canonnières. La tour occidentale en possède trois et son premier étage est équipé d'une latrine en encorbellement[réf. souhaitée].
En 2022, une seule des trois tours d'origine subsiste.
Le château en totalité, les façades et les toitures des communs, le puits, le mur de clôture sont inscrits au titre des monuments historiques par arrêté du 1er septembre 1998.

## Valorisation du patrimoine
Le château de Villeberny a été racheté en septembre 2020. Les nouveaux acquéreurs ont entrepris des travaux de rénovation afin de l’ouvrir au public,.